# Howard Gardner
Howard Gardner (født 1943 i Scranton, Pennsylvania, USA) er en kognitiv psykolog ansat ved Harvard-universitetet. Han er bedst kendt for sin teori om forskellige typer af intelligens. I 1981 blev han tildelt et MacArthur Foundation-legat.
Han har defineret 8 intelligenser, der siden har vundet genklang over hele verden.

## Gardners ni intelligenser
- Den verbale/sproglige intelligens
- Musikalsk intelligens
- Matematisk/logiske intelligens (videnskabelig tænkning)
- Den spatiale/visuelle intelligens
- Den kropslige-kinæstetiske intelligens
- Den intrapsykiske intelligens
- Den interpsykiske intelligens
- Den naturalistiske intelligens
- Den Eksistentielle intelligens